# 川瀬南
川瀬 南 （かわせ みなみ、1986年6月21日 - ）は、千葉県出身のモデル、女優、元レースクイーン。シュルー所属。

## 略歴
デビュー当初は川瀬 南としてエヴァーグリーン・エンタテイメントに所属していたが、2009年、フェイスネットワークに移籍し相沢みなみに改名。その後、フェイスから分社化されたプラチカに移籍し、2010年、再び芸名を川瀬 南に戻している。2010年末でプラチカとの契約を終了し、シュルーに移籍した。

## 人物
千葉県出身。趣味はサーフィン、ゴルフ、登山(キリマンジャロ登頂)、特技はスキューバダイビング(アドバンス)。
2018年7月1日から2019年10月4日までの1年3ヶ月、"美容とお洒落"をテーマに「世界一周女ひとり旅」と題して、世界一周の旅を行った。

## 出演

### CM・広告
- コカコーラ（2006年）
- 富士フイルム「ASTALIFT」（2006年）
- サントリー「ジョッキ生」（2006年）
- NTTドコモ「Xi」店頭（2011年 - 2012年）
- CCJC アクエリアス「Three Kings」篇（2011年 - 2012年）
- サンシャイン水族館（2012年 - 2013年）
- 大塚製薬「ウル・オス」（2012年 - 2015年）
- 山崎製パン「クリスマスケーキ」（2013年）
- TOYOTA「Vits Ciel×RMK」（2013年）
- SONY Xperia「One-touch Music」（2013年）
- 花王「ビオレ マイルドクレンジングリキッド」（2013年 - 2014年）
- エポスカード（2013年 - 2014年）
- ライオン「Ban」（2014年）
- テーラーメイドゴルフ（2014年 - 2015年）
- サッポロビール「空模様」（2014年 - 2015年）
- トヨペット「エスクァイア」（2014年 - 2015年）
- 東芝（2014年 - 2015年）
- ピアス(イミュ)「デジャヴュ ファイバーウィッグ 塗るつけまつげ」（2014年 - 2016年）
- ANA「ANA PLANET この星で最高のおもてなし」（2015年 - 2016年）
- IKEA（2015年 - 2016年）
- セイコー「Grand SEIKO」（2015年 - 2017年）
- Dr.Scholl「ベルベットスムーズ」（2016年）
- セフィーヌ化粧品（2016年）
- JAGUAR（2016年 - 2017年）
- 品川区 「不動麗子が今日も行く」（2016年 - 2019年）
- DANONE「ダノンビオ」（2016年）
- バイエル薬品「elevit」（2016年 - 2019年）
- カネボウ化粧品「Make Your Life a Masterpiece 」（2016年 - 2017年）
- カゴメ「野菜生活：スムージー篇」（2017年 - 2018年）
- 銀座かねまつ（2017年 - 2018年）
- I-ne「REWELA」（2017年 - 2018年）
- スターバックスコーヒー（2018年）

### 雑誌
- Cawaii!専属モデル（〜2007年）

### テレビ
- トゥルーラブ（2006年1月9日、フジテレビ） - 京子 役
- ギャルサー(2006年4月15日 - 6月24日、日本テレビ) - ニイナ 役
- スポパラ・サイコラッ!（2006年3月15日、テレビ東京)
- 名探偵コナンドラマスペシャル～工藤新一の復活!黒の組織との対決（2007年12月17日、日本テレビ）
- ほんとにあった怖い話（2008年8月26日、フジテレビ)
- 東京撫子 ～Episode15 教育係～（2015年7月12日、テレビ東京）
- ふなっしー探偵（2016年1月7日、フジテレビ）
- グッドモーニング・コール（2016年2月12日、FOD・Netflix）
- 痛快TV スカッとジャパン（2017年12月18日、フジテレビ） - Episode勘違いおぼっちゃま 田所エミ 役
- 痛快TV スカッとジャパン（2018年4月16日、フジテレビ）

### 映画
- キャッチ ア ウェーブ（2006年4月29日、ワーナー・ブラザース映画、監督:高橋伸之）
- 闇金ウシジマくん（2012年8月25日、S・D・P、監督:山口雅俊）
- 映画 ひみつのアッコちゃん（2012年9月1日、松竹、監督:川村泰祐）

### 舞台
- Air Studio プロデュース「プレイス」（2005年）
- Air Studioプロデュース「闇の門」（2006年）

## レースクイーン
- 2009年 SUPER GT「R&D SPORTレースクイーン」（第6戦・鈴鹿サーキット、第7戦・富士スピードウェイ）- 相沢みなみ名義